# Lori e George Schappell
Lori e George Schappell (Reading, 18 settembre 1961 – Filadelfia, 7 aprile 2024), nati come Lori e Dori Schappell, sono stati due gemelli siamesi, uniti per il cranio. Fino al 2007 George era conosciuto come Reba Schappell, poiché nato di sesso femminile; da allora si identificò come uomo cambiando il proprio nome in George.

## Biografia
Nati come Lori e Dori Schappell, trascorsero i primi 24 anni della loro vita in un istituto di Reading, in Pennsylvania, in cui la maggior parte dei pazienti era affetta da gravi disabilità intellettive. Anche se nessuno dei due era psichicamente disabile, le condizioni fisiche di Dori richiesero particolari cure e il tribunale prese la decisione di affidarli a un istituto anziché ai genitori. A quel tempo poche strutture cliniche erano in grado di gestire situazioni così particolari. Affinché potessero accedere ad un istituto, furono diagnosticati come affetti da disabilità intellettive. Una volta raggiunta l'età adulta, Dori, con l'aiuto di Ginny Thornburgh, moglie dell'allora governatore della Pennsylvania Richard Thornburgh, lottò affinché la diagnosi venisse modificata; in tal modo Lori e Dori furono in grado di andare al college.
Nel 2006 Dori (già nota artisticamente col nome Reba) fu battezzato a Reading, Pennsylvania, e l'anno dopo decise di riconoscere apertamente che aveva, fin dall'infanzia, sofferto di un disturbo dell'identità di genere e che si identificava come maschio, assumendo quindi il nome di George. Mentre Lori era in grado di controllare i movimenti del corpo, George era affetto da spina bifida. Di conseguenza i due erano di altezze diverse. L'unico sostegno su ruote che portava George alla giusta altezza era uno sgabello da bar. Usando questo come base, George progettò personalmente la propria sedia a rotelle; in precedenza non esisteva nessuna carrozzina adatta alle condizioni di George, che per muoversi doveva essere sempre sollevato da Lori.
I due abitavano in un appartamento con due camere da letto, mantenendo ognuno un proprio spazio personale e rispettando la privacy in termini di impegni lavorativi, tempo libero e relazioni sociali. Vissero insieme a numerosi animali domestici. Lori ebbe diversi fidanzati e fu sul punto di sposarsi, ma perse il suo compagno in un incidente automobilistico.
George Schappell fu un progettatore di attrezzature di supporto per le persone portatrici di handicap, ma prima del cambio di sesso intraprese una carriera di cantante country, con il nome di Reba Schappell, esibendosi ampiamente negli Stati Uniti e visitando la Germania e il Giappone; nel 1997 vinse un L.A. Music Award per la miglior musica d'autore. Lori agiva come supporter di George e lavorò in una lavanderia; pagava gli spettacoli per assistere ai concerti del fratello, facendosi silenziosa durante le esibizioni.
Lori e George Schappell apparvero in una serie di documentari televisivi e talk show. Recitarono anche in un episodio della serie televisiva Nip/Tuck, impersonando i gemelli siamesi Rose e Raven Rosenberg.
Il 21 giugno 2007 Lori e George presero parte alla grande apertura di Ripley Believe It Or Not! Odditorium al Times Square di New York.
Morirono il 7 aprile 2024, durante un ricovero presso l'Ospedale Universitario della Pennsylvania a Filadelfia, all'età di 62 anni: dopo i loro connazionali Ronnie e Donnie Galyon, sono stati i gemelli siamesi più longevi della storia.